# L'année des Français
Pour les articles homonymes, voir The Year of the French.

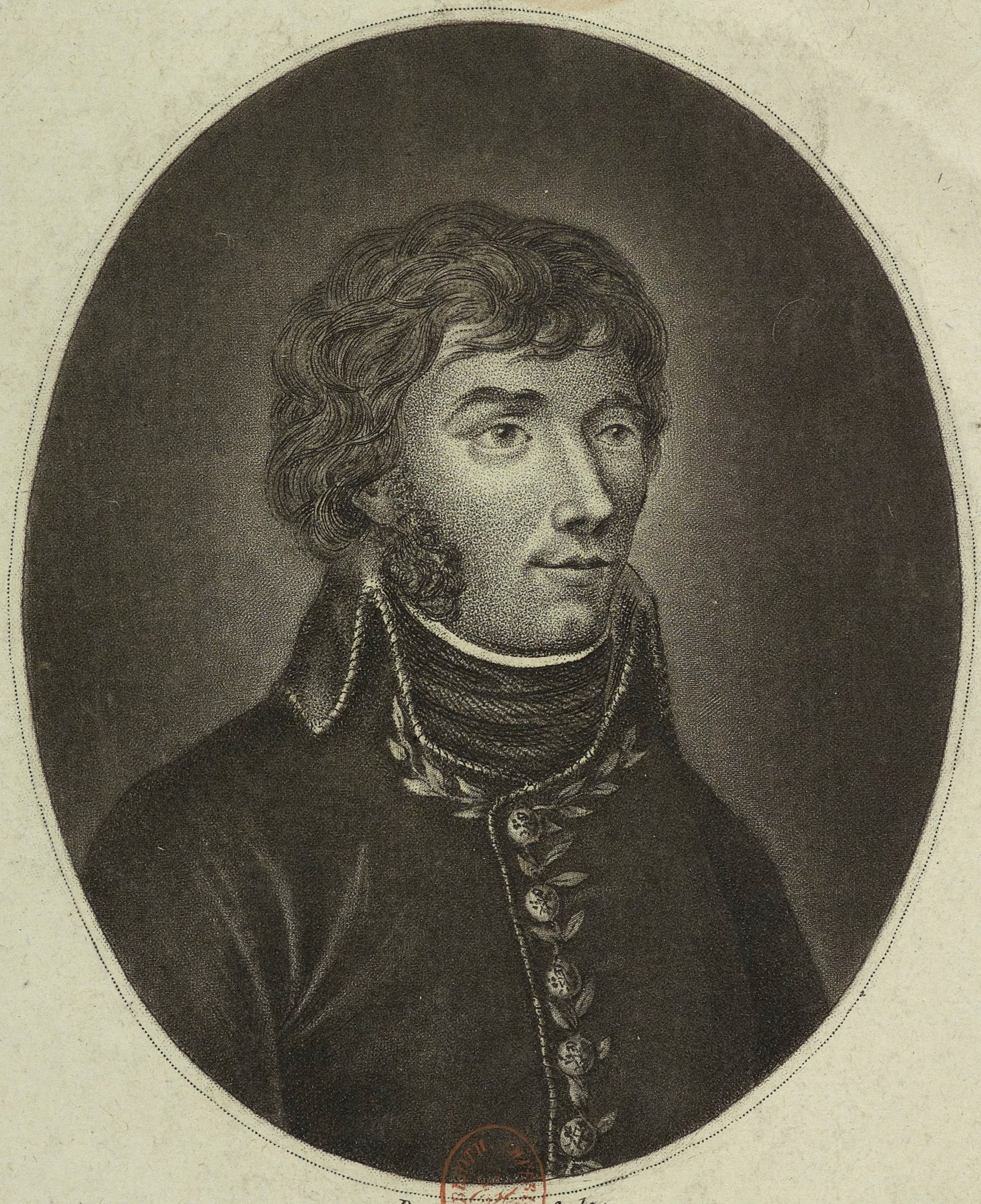
Général Humbert

L'année des Français (en anglais : The Year of the French ou encore en irlandais : Bliain na BhFrancach) est le nom donné à l'année 1798 par les Irlandais en raison de l'expédition d'Irlande que le Directoire envoie à la demande de Theobald Wolfe Tone et des Irlandais unis.

## Historique
Du 22 août au 8 septembre 1798, le général Humbert, un ancien de la guerre de Vendée et ses hommes combattent aux côtés des Irlandais pour tenter de les libérer de l'occupation anglaise. Les Français sont environ un millier, augmentés de contingents irlandais et il y a en face environ 30 000 Anglais. Par manque de moyens, l'expédition échoue. 
L'évènement est commémoré chaque année dans le Connacht sous le nom de Bliain na BhFrancach.

## Ouvrages et médias
- The Year of the French est un livre de Thomas Flanagan sur l'arrivée des Français en 1798, éditions Macmillan Publishers, NYRB Classics, 1979 (édition française : Orban, Presses de la Cité, 1982)[3].
- Remembering the Year of the French. Irish Folk History and Social Memory, essai historique de Guy Beiner (First Paperback edition, 2009)[4], [5]
- The Year of the French est un album de ballades des The Chieftains[6].
- The Year of the French est une série télévisée (1982)[7] inspirée du livre de Thomas Flanagan[8].
- Le magazine La Philatélie française consacre un dossier intitulé 1798, l'année des Français dans son magazine de janvier-février 2014[9].